# PGC 31293
LEDA/PGC 31293 = NGC 3285B ist eine Balkenspiralgalaxie vom Hubble-Typ SBb mit ausgedehnten Sternentstehungsgebieten im Sternbild Wasserschlange. Sie ist schätzungsweise 123 Millionen Lichtjahre von der Milchstraße entfernt und hat einen Durchmesser von etwa 60.000 Lichtjahren.